# Pas de repos pour les braves
Pour plus de détails, voir Fiche technique et Distribution.
Pas de repos pour les braves est un film français réalisé par Alain Guiraudie et sorti en 2003. Il a été présenté au Festival de Cannes 2003 (Quinzaine des réalisateurs).

## Synopsis
Un jeune homme, Basile Matin, est persuadé qu'il va mourir s'il s'endort encore une fois. En effet, il a rêvé du mystérieux Faftao-Laoupo, celui qui annonce la mort. Il va alors se balader dans un Sud-Ouest onirique, recherché par Igor, qui ne comprend pas grand-chose à l'histoire de Faftao-Laoupo, mais qui est tout de même rudement intéressé, et rencontrant Johnny Got, mi-journaliste mi-détective. Ils évoluent dans un monde entre le western et le conte. Ils partent à la recherche de Basile qui s'est volatilisé.
Le jeune Hector habite avec un vieux compagnon, Roger, et va retrouver régulièrement ses amis au bar de Dédé. Une nuit, Roger part sur la route. Hector part à sa recherche, ou bien serait-ce celle de Johnny Goth ?

## Fiche technique
Sauf indication contraire, les informations mentionnées dans cette section peuvent être confirmées par la base de données cinématographiques IMDb,  présente dans la section « Liens externes ».
- Titre original : Pas de repos pour les braves
- Réalisation : Alain Guiraudie
- Scénario: Alain Guiraudie et Frédéric Videau
- Photographie : Antoine Héberlé
- Musique : Teppaz et Naz
- Son : Sylvain Girardeau
- Montage : Pierre Molin
- Mixage : Jean-Christophe Julé
- Chef décorateur : Éric Moulard
- Chef électricien : Thierry Debove
- Électricien : Pascal Doyen
- Pays de production :  France et  Autriche
- Production : Jean-Philippe Labadie et Nathalie Eybrard
- Société de production : Paulo Films, Amour Fou Vienna, Arte France Cinéma, Canal+ et Backup Media
- Distribution : Haut et Court
- Format : Couleurs
- Genre : comédie dramatique
- Durée : 104 minutes
- Dates de sortie :
  - France : 20 mai 2003 (festival de Cannes) ; 12 novembre 2003 (sortie nationale)

## Distribution
- Thomas Suire : Basile Martin / Hector
- Thomas Blanchard : Igor
- Laurent Soffiati : Johnny Goth
- Vincent Martin : Bodowski
- Pierre-Maurice Nouvel : Sorano
- Roger Guidone : Roger, le vieux compagnon d'Hector
- Nicole Huc : Lydie
- Jean-Claude Baudracco : Dédé, le patron du bar
- Bruno Izarn : Daniel
- Jacques Mestres : Jean-Luc
- Serge Ribes : Jack
- Jérôme Mancet : Franck
- Valérie Pangrazzi : Annie
- Marie-Pierre Neskovic : Julie
- Jeanne Delavenay : Anne, la mère de Basile